# HBONE
A HBONE (Hungarian backBONE) az első magyarországi internetes gerinchálózat, amelyet az NIIF hozott létre 1993-ban, és azóta folyamatos fejlesztés alatt van. A speciális, nem kereskedelmi célú hálózat a magyar oktatási, kutatási, közgyűjteményi intézmények nagy sebességű, nagy területű adattovábbító közege, amely Magyarországot dedikált hálózati kapcsolatokkal hálózza be, az NIIF regionális központjait összekötve.
A HBONE létrejöttét 1993. július 8-ához kötik, amikor a Budapesti Műszaki Egyetem, a Budapesti Közgazdaság-tudományi Egyetem, az Eötvös Loránd Tudományegyetem, a szegedi JATE, az MTA KFKI, az MTA SZTAKI, a debreceni KLTE és az NIIF központja között kiépült az internet-összeköttetés. A HBONE 1994-re a budapesti csomópontokon túl már hat vidéki csomóponttal rendelkezett. 1997-re valamennyi megyeszékhelyen létrejöttek a regionális központok. A következő években a HBONE gyorsan fejlődött tovább a régióközi hálózat kapacitásának és megbízhatóságának fejlesztésén túlmenően a nemzetközi kapcsolatok kapacitásainak növelésével és redundánssá tételével, valamint – a többi hazai internetszolgáltatót bevonva – a Budapest Internet Exchange (BIX) adatkicserélő központ létrehozásával.
A HBONE felügyelete, működtetése a regionális központoknak nevezett csomóponti intézményekben dolgozó helyi szakemberekkel együtt kooperatív menedzsmenttel történt. Ez a megközelítés, valamint a rendszeresen megtartott HBONE-workshopok segítették az új műszaki ismeretek hálózatüzemeltetői körben történő terjesztését, továbbá egy gyakorlati tapasztalatokkal is rendelkező, kiváló hazai szakembergárda létrejöttét.
A HBONE fejlesztése lépést tartott a megfelelő európai kutatói hálózatok fejlődésével, amit a nemzetközi projektekben (pl. TEN-34, TEN-155, GEANT) történő részvétel segített. A HBONE a hőskorban analóg vagy digitális bérelt vonalak, mikrohullámú kapcsolatok, sőt X.25 hálózat feletti internetprotokoll használatával indult. Később optikai hálózatokra költözött át a gerinchálózat, ahol már az SDH, DWDM, Gigabit Ethernet technológiák jelentek meg, és a hálózati kapcsolatok sebessége 10 Gbit/s-ra, egyes viszonylatokban 10x10 Gbit/s-ra nőtt.